# Cultuur in Iran

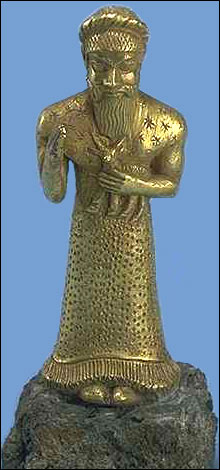
Beeldje uit de tijd van de Elamieten

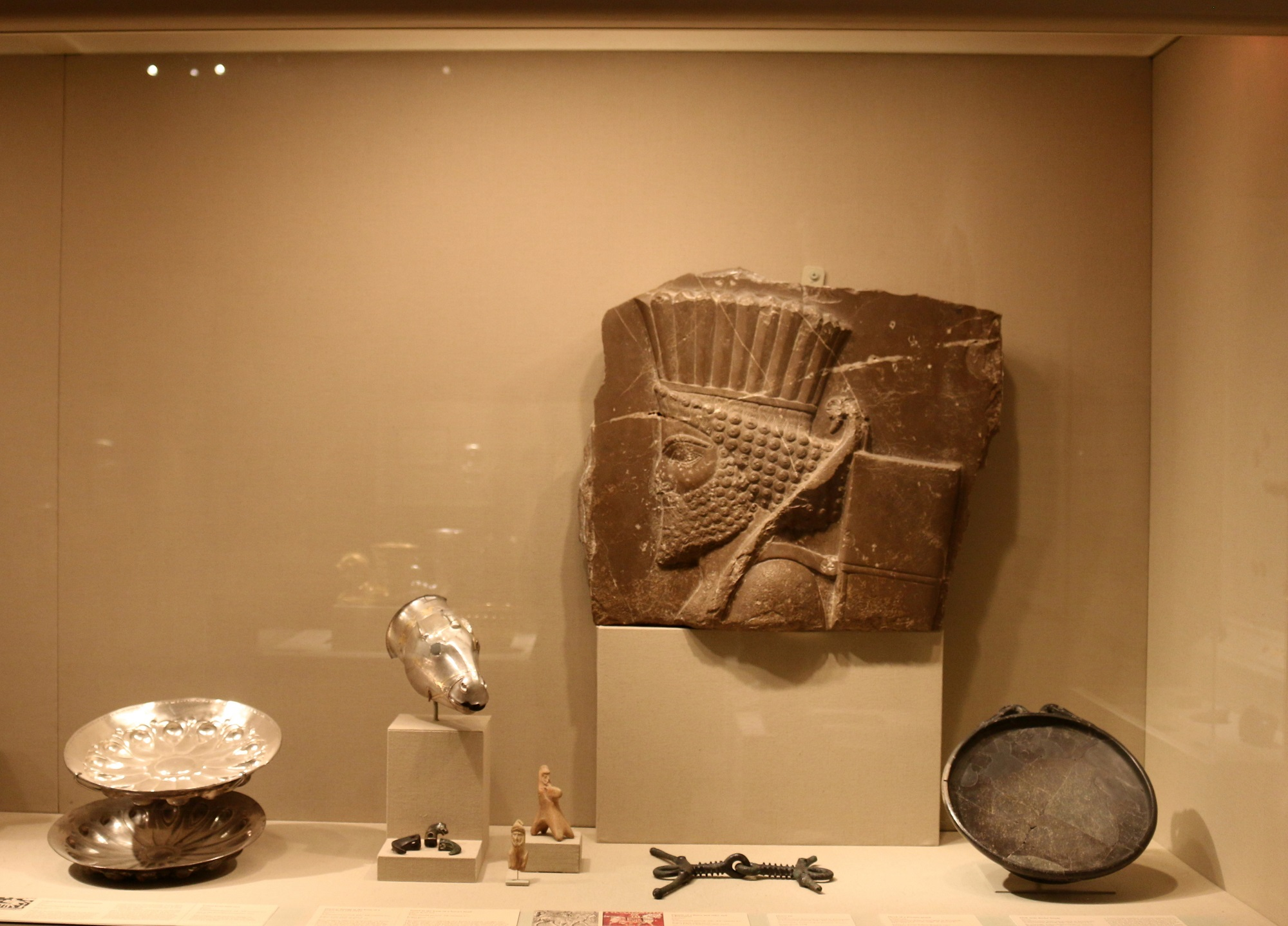
Kunst van Perzische Rijk in Metropolitan Museum of Art, New York.

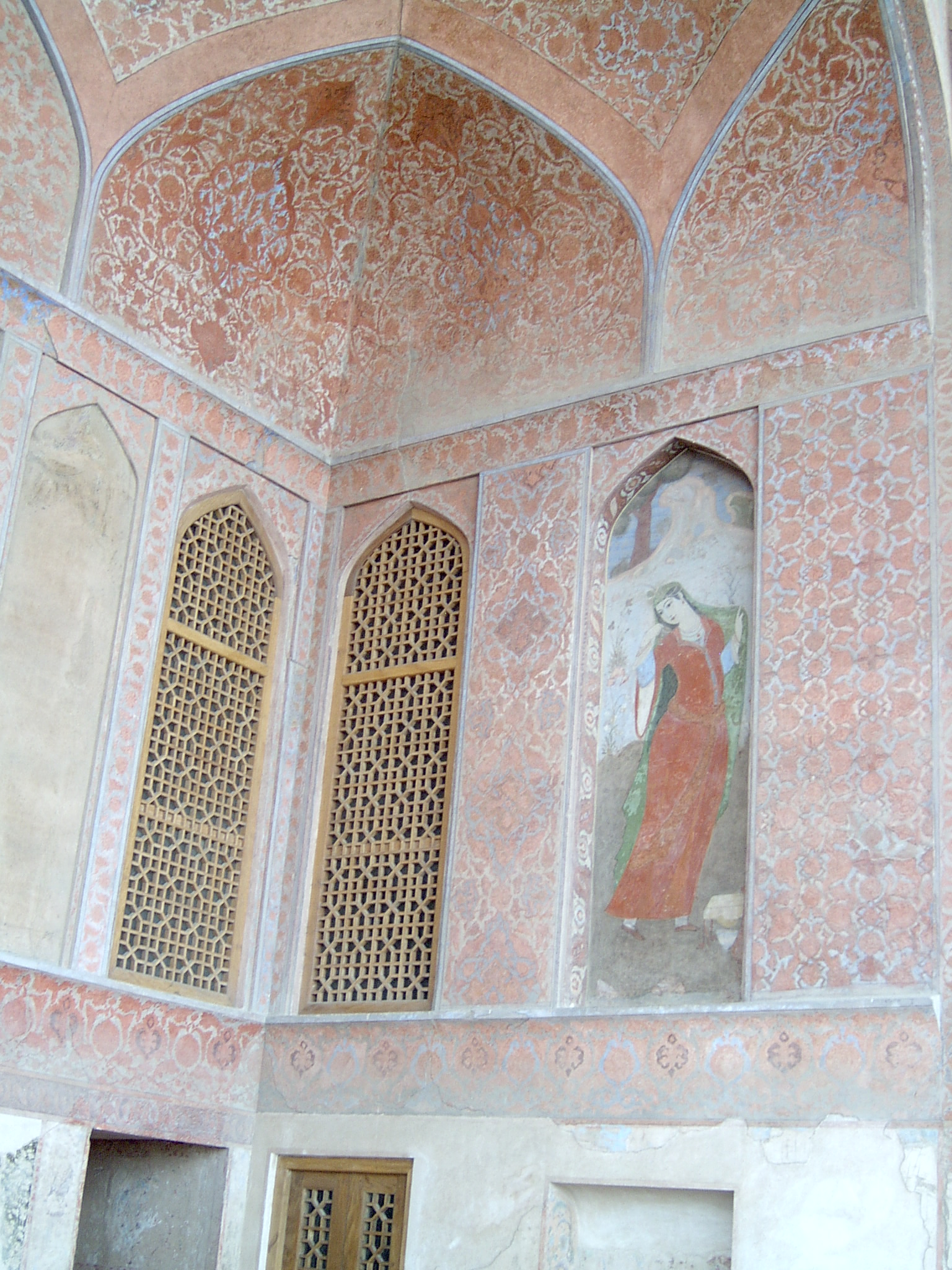
Fresco in het Ali Qapupaleis in Isfahan

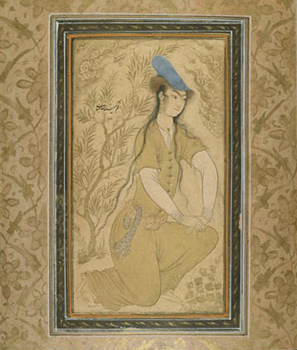
Perzische miniatuur van Reza Abbasi

De cultuur van Iran is een bijzonder rijke cultuur waarin oude en moderne elementen gecombineerd worden. In Iran zelf wordt wel gezegd dat het land drie invloeden moet zien te combineren. Die drie zijn de klassieke cultuur van de Achaemenidische Parthische en Sassanidische Perzische Rijken uit de oudheid, de islam en de islamitische cultuur die de Arabieren brachten en als derde de moderne, westerse cultuur.

## Bouwkunst
Persepolis en de stad Pasargadae vormen de belangrijkste archeologische vindplaatsen in Perzië.
Isfahan was in de zeventiende eeuw de hoofdstad van Perzië en onder sjah Abbas I de Grote werden er diverse gebouwen aan het plein Plein van de Emam gebouwd, zoals het Ali Qapupaleis en de moskee van de sjah.